# Цебьюга (левый приток Мезени)
Цебьюга (Чебьюга, Чеблюга) — река в России, течёт по территории Лешуконского района Архангельской области. Устье реки находится в 286 км по левому берегу реки Мезень. Длина реки составляет 47 км.

## Данные водного реестра
По данным государственного водного реестра России относится к Двинско-Печорскому бассейновому округу, водохозяйственный участок реки — Мезень от истока до водомерного поста у деревни Малонисогорская. Речной бассейн реки — Мезень.
Код объекта в государственном водном реестре — 03030000112103000045852.